# (10398) 1997 UP8
(10398) 1997 UP8 est un astéroïde de la ceinture principale d'astéroïdes découvert en 1997.

## Description
(10398) 1997 UP8 a été découvert le 23 octobre 1997 à Kushiro (Japon) par Seiji Ueda et Hiroshi Kaneda.

### Caractéristiques orbitales
L'orbite de cet astéroïde est caractérisée par un demi-grand axe de 2,16 ua, un périhélie de 1,79 ua, une excentricité de 0,17 et une inclinaison de 2,41° par rapport à l'écliptique. Du fait de ces caractéristiques, à savoir un demi-grand axe compris entre 2 et 3,2 ua et un périhélie supérieur à 1,666 ua, il est classé, selon la JPL Small-Body Database, comme objet de la ceinture principale d'astéroïdes.

### Caractéristiques physiques
(10398) 1997 UP8 a une magnitude absolue (H) de 14,0 et un albédo estimé à 0,101.